# 希克男孩 (歌曲)
〈厌世男孩〉（英語："Sick Boy"）是美国DJ烟鬼组合演唱的单曲。歌曲由烟鬼组合、托尼·安和埃米莉·沃伦填词作曲，烟鬼组合和肖恩·弗兰克负责制作。〈厌世男孩〉是烟鬼组合第二张录音室专辑的主打单曲，并于2018年1月17日经破坏者唱片和哥伦比亚唱片发行。

## 发行
2018年第一天，烟鬼组合在社交媒体上透露了他们的新logo，并预告了新曲目。他们在帖子上写道：“我的人生值多少赞？”2018年1月16日，〈厌世男孩〉在时报广场的Spotify品牌广告牌上进行了宣传，广告牌上写道：“我的人生值多少赞？”新闻资料将〈厌世男孩〉描述为“一首关于当今世界的自我认同，以及在面对自己能控制与否的事情时保持高大形象的歌曲”。

## MV
在布魯爾（Brewer）執導的〈厭世男孩〉MV中，煙鬼組合和馬特·麥圭爾（Matt McGuire）在空曠的舞台上表演了歌曲。整個MV中，他們都曝露在舞台燈光下。

## 评价
评论对〈厌世男孩〉褒贬不一。《公告牌》的凯特·贝因（Kat Bein）认为这首歌“听起来与纽约二人组一贯的浪漫流行风格大相径庭”。《时尚先生》的戴夫·霍姆斯（Dave Holmes）称歌曲是迈克尔·杰克逊〈镜中人〉的烟鬼组合版。他继续道：“这是两个男人接受了在大学里的霍利斯特工作一个夏天的声音。这首EDM太糟糕了，所有的乐趣都如外科手术般地移除了。而对我来说，这是一场狂欢（baw-eest）。”《密歇根日报》的迈克·沃特金斯（Mike Watkins）称赞了〈厌世男孩〉，称之为“对社会的又一次抨击”，整首歌都表达了“尖锐的讽刺批评”。他写道“这首歌的副歌精彩，比较好记”，并期待其成为电台热门歌曲。《Pitchfork》的马修·施尼珀（Matthew Schnipper）将〈厌世男孩〉描述为烟鬼组合“在向有意义的方向转变”。他写道：“不过实际上，这首歌与其说是比喻，不如说更像是模仿。”
MTV新闻的马德琳·罗思（Madeline Roth）认为〈厌世男孩〉是“一首朗朗上口但比较阴郁的纯流行乐曲，不像二人2017年首张专辑《记忆…封存》中的任何歌曲，而更像是二十一名飞行员的作品”。她认为烟鬼组合“放弃了先前歌曲中浪漫、怀旧的风格”，而是采取了“明显更黑暗”的方式，并写道这首歌“基本上与〈自拍〉完全相反”。Fuse频道的休·麦金太尔（Hugh McIntyre）指出〈厌世男孩〉是“纯粹的流行乐曲”，不同于从一开始就风靡的歌曲。他补充道：“烟鬼组合现在毫不掩饰地做着大多数明星都在用笔记本电脑制作流行音乐的这一交易，他们已经在这个方向发展了一段时间。”与〈别让我失望〉这样的派对歌曲相比，麦金太尔注意到了“曲调更暗”的〈厌世男孩〉，并形容其为“彻头彻尾的黑暗”，偏离了他们“怀旧和忧郁”的风格。同样，《新音乐快递》的汤姆·斯金纳（Tom Skinner）认为〈厌世男孩〉出乎意料的阴暗。《Uproxx》的德里克·罗西尼奥尔（Derrick Rossignol）写道：“从音乐上来说，歌曲偏离了EDM根基，而更倾向于他们为自己开发的成功流行音乐，尽管这一次歌曲的优势更具侵略性。”

## 曲目列表
| 数字下载 | 数字下载 | 数字下载 |
| 曲序     | 曲目     | 时长     |
| -------- | -------- | -------- |
| 1.       | Sick Boy | 3:14     |

| 数字下载 – 混音版EP | 数字下载 – 混音版EP           | 数字下载 – 混音版EP |
| 曲序                | 曲目                          | 时长                |
| ------------------- | ----------------------------- | ------------------- |
| 1.                  | Sick Boy（Zaxx remix）        | 3:39                |
| 2.                  | Sick Boy（Prismo remix）      | 3:44                |
| 3.                  | Sick Boy（Owen Norton remix） | 3:14                |
| 4.                  | Sick Boy（Kuur remix）        | 3:27                |
| 5.                  | Sick Boy（Trobi remix）       | 2:49                |
| 6.                  | Sick Boy（neutral. remix）    | 2:55                |

## 制作人员
认证来自于Tidal。
- 烟鬼组合 – 制作，唱片工程
- 托尼·安（Tony Ann） – 钢琴
- 肖恩·弗兰克 – 制作，混音工程，音乐程序
- 克里斯·格林格（英语：Chris Gehringer） – 主工程

## 榜单
| 榜单（2018年）                         | 最高排名 |
| -------------------------------------- | -------- |
| 澳大利亚（澳大利亚唱片业协会單曲榜）   | 37       |
| 澳大利亚（澳大利亚唱片业协会舞曲榜）   | 5        |
| 奥地利（Ö3四十强单曲榜）               | 4        |
| 比利时佛兰德（Ultratop五十强单曲榜）   | 30       |
| 比利时瓦隆（Ultratop五十强单曲榜）     | 32       |
| 加拿大（Canadian Hot 100）             | 29       |
| 捷克（電台百強單曲榜）                 | 5        |
| 捷克（百強數位單曲榜）                 | 1        |
| 丹麦（Tracklisten）                    | 13       |
| 芬兰（芬蘭官方單曲榜）                 | 5        |
| 法国（法國唱片出版業公會）             | 173      |
| 5                                      |          |
| 德国（德国官方舞曲榜）                 | 1        |
| 匈牙利（四十強單曲榜）                 | 39       |
| 匈牙利（四十強串流榜）                 | 2        |
| 爱尔兰（愛爾蘭唱片音樂協會）           | 17       |
| 意大利（意大利音乐产业联盟）           | 61       |
| 拉脱维亚（拉脱维亚四十强榜）           | 7        |
| 黎巴嫩（黎巴嫩官方二十强榜）           | 13       |
| 马来西亚（马来西亚唱片业协会）         | 18       |
| 墨西哥（《公告牌》墨西哥电台榜）       | 31       |
| 荷兰（荷蘭四十強單曲榜）               | 28       |
| 荷兰（百强单曲榜）                     | 17       |
| 新西兰（新西兰唱片音乐协会熱門單曲榜） | 25       |
| 挪威（世界之路榜單）                   | 3        |
| 葡萄牙（葡萄牙唱片業協會单曲榜）       | 26       |
| 蘇格蘭（官方榜单公司單曲榜）           | 65       |
| 斯洛伐克（電台百強單曲榜）             | 21       |
| 斯洛伐克（百強數位單曲榜）             | 4        |
| 西班牙（西班牙音樂製作協會）           | 88       |
| 瑞典（瑞典最熱榜）                     | 8        |
| 瑞士（瑞士热门音乐榜）                 | 32       |
| 英國（官方榜单公司單曲榜）             | 35       |
| 美国（《告示牌》百大單曲榜）           | 65       |
| 委内瑞拉（國家報告）                   | 84       |

| 榜单（2018年）             | 排名 |
| -------------------------- | ---- |
| 奥地利（Ö3四十强单曲榜）   | 37   |
| 丹麦（Tracklisten）        | 61   |
| 德国（德国官方榜单）       | 31   |
| 葡萄牙（葡萄牙唱片业协会） | 128  |
| 瑞典（瑞典最热榜）         | 82   |
| 榜单（2019年）             | 排名 |
| 葡萄牙（葡萄牙唱片业协会） | 1534 |

## 认证
| 地區                                     | 认证 | 认证单位/销量 |
| ---------------------------------------- | ---- | ------------- |
| 澳大利亚（澳大利亚唱片业协会）           | 白金 | 70,000‡       |
| 奥地利（國際唱片業協會奧地利分會）       | 金   | 15,000‡       |
| 比利时（比利時唱片音樂協會）             | 金   | 15,000‡       |
| 加拿大（加拿大音乐协会）                 | 白金 | 80,000‡       |
| 丹麦（國際唱片業協會丹麥分會）           | 金   | 45,000‡       |
| 德国（聯邦音樂產業協會）                 | 金   | 200,000‡      |
| 意大利（意大利音乐产业联盟）             | 金   | 25,000‡       |
| 波兰（波蘭音像製造商協會）               | 白金 | 20,000‡       |
| 瑞士（國際唱片業協會瑞士分会）           | 金   | 10,000‡       |
| 美国（美國唱片業協會）                   | 金   | 500,000‡      |
| *僅含認證的實際銷量 ‡僅含認證的+實際銷量 |      |               |

## 发行历史
| 国家和地区 | 日期          | 格式         | 版本   | 唱片公司                      | 参考   |
| ---------- | ------------- | ------------ | ------ | ----------------------------- | ------ |
| 全球       | 2018年1月17日 | 数字下载     | 原版   | 破坏者 （ 英语 ： Disruptor Records） 哥伦比亚 | [ 10 ] |
| 意大利     | 2018年1月18日 | 當代流行電台 | 原版   | 索尼                          | [ 63 ] |
| 美国       | 2018年1月23日 | 當代流行電台 | 原版   | 哥伦比亚                      | [ 64 ] |
| 美国       | 2018年2月9日  | 数字下载     | 混音版 | 破坏者 哥伦比亚               | [ 11 ] |